# Billy Papke
Billy Papke (* 17. September 1886 in Spring Valley, Illinois, Vereinigte Staaten; † 26. November 1936) war ein US-amerikanischer Boxer im Mittelgewicht und im Jahr 1908 Weltmeister.